# Eupetersia scotti
Eupetersia scotti är en biart som först beskrevs av Cockerell 1912.  Eupetersia scotti ingår i släktet Eupetersia och familjen vägbin. Inga underarter finns listade i Catalogue of Life.